# Tepanekowie
Tepanec, Tepanekowie – lud meksykański, który przybył do Doliny Meksyku pod koniec XII wieku lub na początku XIII. Należeli do tej samej rodziny, co Mexikowie, mieli podobny panteon bóstw i mówili językiem nahuatl. Stworzyli imperium, które upadło w wyniku wojny z Aztekami w 1428 roku. Głównymi miastami imperium były między innymi: Azcapotzalco, pełniące rolę stolicy imperium, Coyoacan, Tlacopán, Tiliuhcan, Atlacuihuayan.

## Historia
Osiedlili się na zachodnim brzegu jeziora Texcoco. Za panowania tlatoaniego Acolnahuacatla, Tepanekowie przejęli Azcapotzalco z rąk miejscowej ludności.
Lata świetności Tepaneków przypadają na początek XV wieku, kiedy panował Tezozomoc. Indiańskie kroniki podają, że żył około 100 lat. Nie był zadowolony z działań, jakie prowadził jego najstarszy syn Maxtla, któremu należał się tron. W testamencie zapisał więc, aby jego młodszy syn – Teyauh objął władzę po jego śmierci. 
Tezozomoc umarł w 1426 roku. Po odczytaniu testamentu, Maxtla wzniecił protest i wraz z bratem doszli do kompromisu, który zakładał, że razem mieli rządzić imperium Tepaneków. Obaj bracia chcieli wyeliminować siebie nawzajem. Teyauh nie dorósł jednak do swego partnera Maxtli. Był chwiejny w decyzjach i bojaźliwego charakteru, za panowania Tezozomoca mało mieszał się w sprawy polityczne i pozostawał w cieniu brata, który jako pan Coyohuacanu od 1410 roku był drugą osobą po ojcu. 
Maxtla nie zamierzał oczywiście dzielić się władzą i postępował samowolnie, jakby był jedynym władcą. Teyauh zgłosił się o pomoc do Azteków z Tenochtitlánu. Młody władca Mexików – Chimalpopoca polecił mu zabić brata podczas inauguracyjnego bankietu. Rozmowę tę podsłuchał jednak szpieg Maxtla i doniósł swemu panu. Maxtla zamordował brata, podając mu truciznę i stał się jedynym, niepodzielnym władcą. W tym samym roku polecił uwięzić i zabić Chimalpopoca, którego osadzono w więzieniu-klatce, żywiąc głodową strawą. Chimalpopoca zmarł w 1427 roku. 
Następca Chimalpopoca, Itzcoatl, postanowił uniezależnić się spod władzy Tepaneków i wraz ze sprzymierzeńcami wypowiedział wojnę Azcapotzalco. Po roku ciężkich walk, w 1428 roku wojna zakończyła się zwycięstwem wojsk sprzymierzonych. Tenochtitlán stał się państwem suwerennym, a imperium Tepaneków zostało zniszczone przez rodzące się Trójprzymierze, do którego należeli Aztekowie z Tenochtitlánu i Acolhuakanie z Texcoco. Wkrótce do Trójprzymierza dołączył także Tlacopán (dziś: Tacuba), miasto założone przez Tepaneków, które straciło znaczenie, a jego wpływy ograniczone zostały do minimum na rzecz Tenochtitlánu i Texcoco.
Rok 1428 uznaje się za zniszczenie imperium Tepaneków.

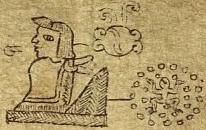
Tezozomoc - władca imperium Tepaneków rezydujący w Azcapotzalco. Kodeks Xolotl.

## Władcy
- Acolnahuacatl "Wielki Mąż" (?–1343 lub 1366)
- Tezozomoc "Gniewna Kamienna Twarz" (1367 lub 1370 – 1426[5])
- Teyauh (1426)
- Maxtla (1426–1428)